# Il topo e suo figlio
Il topo e suo figlio (The Mouse and his Child) è un romanzo per l'infanzia dello scrittore statunitense Russell Hoban.

## Trama
Protagonisti del romanzo sono un giocattolo meccanico rappresentante due topi, padre e figlio; caricata la molla nella schiena del padre, esso si muove in moto circolare lanciando in aria il figlio a lui unito tramite una stretta di mani a imitazione di una consuetudinaria giostra domestica.
L'autore ce li presenta la prima volta ancora al negozio di giochi, in attesa di essere venduti: lì il figlio comunica subito il desiderio di stabilità e calore famigliare, proponendo al padre di installarsi nella casa di bambole del negozio e assumere l'elefantessa e la foca meccaniche rispettivamente a madre e sorella. Di contrario, l'ipotesi di poter essere venduti e andare nel mondo spaventa il figlio al punto da condurlo alle lacrime.
Padre e figlio vengono, però, venduti e per cinque anni stazionano in una casa dove vengono esposti e caricati solo nel giorno di Natale per poi passare il resto dell'anno nel silenzio di una soffitta. Nell'ultimo Natale, però, un incidente causato dal pianto (vietato nelle ore diurne) del topo figlio provoca il danneggiamento del giocattolo e il suo conseguenziale esser buttato nella spazzatura.
Da un bidone viene recuperato da un vagabondo che, riparatolo con cura, ma senza possibilità di recuperare l'originale impostazione del meccanismo (d'ora in poi padre e figlio non danzeranno più in circolo, ma cammineranno in linea retta, avanti il primo, all'indietro il secondo), lo carica e lo lascia libero in strada accompagnandoli nei primi passi con l'esortazione "Siate vagabondi."
Da lì in poi sarà un crescendo di sventure per il giocattolo che subirà, assieme a un deterioramento sempre peggiore delle proprie condizioni materiali, anche un progressivo allontanamento dalla speranza di ricondursi a una dimensione di calore famigliare, così come era stata desiderata dal topo figlio. Essi saranno prima schiavi nella gang del pericoloso Ratto Manny, poi fuggitivi, poi prede in una guerra campale fra toporagni, comparse in una compagnia teatrale di uccelli, allievi-strumento del filosofo Topo Muschiato, relitto perso nel fangoso fondale del fiume e, alla fine, liberatori dei giocattoli meccanici dal giogo del malvagio Ratto Manny.
Con il mutare delle loro condizioni, l'auto-consapevolezza di padre e figlio cresce, permettendogli di deviare dal percorso impostogli metaforicamente e letteralmente dal proprio ingranaggio.

## Genesi
Nella dedica ai tre padri nella prefazione del libro, egli cita Harvey Cushman, sotto il cui albero di natale afferma di aver visto per la prima volta il giocattolo meccanico. Una sua riproduzione fu presentata dallo stesso Hoban durante alcune lezione del 1990 presso la San Diego State University
La stesura del libro, a tutti gli effetti il suo primo romanzo, richiese da parte dell'autore uno sforzo di tre anni che egli divise con un'occupazione part time in un ufficio, dormendo appena cinque ore al giorno.

## Storia editoriale
La prima edizione del libro è a opera dell'editore statunitense Harper & Row nel 1967. Fu spesso ristampato nelle collane della narrativa per ragazzi e nel 2001 ne uscì un'edizione di pregio illustrata da David Small. 
Inizialmente l'autore aveva pensato a un seguito del romanzo, intitolato The Return of Manny Rat, ma questo rimase incompiuto e a oggi alcuni estratti sono pubblicati nella collecta A Russell Hoban Omnibus.
In Italia il libro è pubblicato da Adelphi nel 1981 e poi, in una nuova edizione, nel 2008: quest'ultima, differentemente dagli editori statunitensi, è inserita dall'Adelphi non in una collana di narrativa per ragazzi, bensì nella collana economica Gli Adelphi. La copertina riporta un'illustrazione di Lillian Hoban, illustratrice di libri per l'infanzia e moglie dell'autore. IL traduttore ingaggiato è Adriana Motti che, sempre per Adelphi, aveva già lavorato sul medesimo autore ne La Ricerca del Leone nel 1976.

## Trasposizioni
Nel 1977 il libro fu trasposto in un film d'animazione, The Extraordinary Adventures of the Mouse and his Child, per il quale fu ingaggiato Peter Ustinov per dare la voce a Ratto Manny. Hoban ha affermato in un'intervista di aver visto il film probabilmente appena una sola volta, ritenendolo un brutto lavoro, in quanto animato in uno stile derivato da quello disneyano che non appartiene al testo originale.
Nel 2012 fu realizzato uno spettacolo teatrale a opera della Royal Shakespeare Company.